# Grand aquarium de Touraine
 (mai 2018).
Aquarium de Touraine est un aquarium situé entre Tours et Amboise, à Lussault-sur-Loire en Indre-et-Loire, au cœur de la Touraine.
Situé près de la Loire, il est le plus grand aquarium d'eau douce en Europe (5 000 m2) et se constitue de 70 bassins dont un tunnel d'eau douce de 30 mètres de long abritant les espèces issues de ce fleuve mais aussi des océans du monde entier. Au total, 12 000 poissons sont mis en scène dans deux millions de litres d'eau.
L’Aquarium de Touraine appartient à la société Parcs de Touraine et Val de Loire  dépendant du groupe européen de parcs de loisirs et de vacances Looping Group.

## Historique
Il prend la suite, en 2000, de l'Aquarium tropical de Touraine qui était implanté au château de Tours à partir de 1984 à l'initiative du même investisseur (à l'époque le groupe Grévin & Cie).
Depuis 2011, l’aquarium fait partie de Looping Group.

## Activité et effectifs
Au 30 septembre 2017 le chiffre d'affaires est de 1 732 200 €, incluant le parc de mini-chateaux d'Amboise et l'effectif est de 17 salariés.

## Scénographie
Le tunnel d'eau douce
Avec ses 30 mètres de long, il présente les espèces des fleuves de France.
Le bassin tactile
Un bassin tactile de 15 mètres a été aménagé, où le visiteur peut caresser des poissons apprivoisés. Maintenant il il n'est plus tactile.
Le Silurium en nocturama
Cette présentation unique en Europe inverse le cycle jour/nuit ce qui permet d’observer les animaux en activité.
Le Tunnel aux requins
Ce tunnel de 15 mètres de long présente plusieurs espèces de requins dont des requins à pointes noires et des requins à pointes blanches.

## Espèces présentes
On y retrouve les espèces présentes dans les fleuves de France tels que les carpes, vairons, esturgeons, brochets, silures..., et également des espèces exotiques dont des piranhas, requins, hippocampes, coraux, caïmans, anguille électriques, raies de l’Orénoque, tortues...
De nombreuses animations sont proposées au grand public tout au long de l’année. Un service pédagogique propose des ateliers pour découvrir les mondes aquatiques et leur écosystème.